# Thierry Boutsen
Thierry Marc Boutsen (Bruxelles, Belgija, 13. srpnja 1957.) je bivši vozač u Formuli 1. 
Vozio je za timove Arrows, Benetton, Williams, Ligier i Jordan.